# Schöffling & Co.
Schöffling & Co. ist ein 1993 gegründeter literarischer Verlag in Frankfurt am Main. Seit 2022 gehört er zum Schweizer Kampa Verlag.

## Geschichte

### Frankfurter Verlagsanstalt
1987 gründeten Klaus Schöffling (* 1954), vormals Lektor im Suhrkamp Verlag, und seine Frau Ida Schöffling (1947–2025) die Frankfurter Verlagsanstalt und nahmen mit Eva Demski, Reinhard Kaiser, Burkhard Spinnen, Ror Wolf und Sylvia Plath namhafte Autoren in das Programm auf. 1992 wurde Schöffling von einem Finanzier wegen drohender Verluste aus dem Verlag gedrängt. Die mit ihm solidarischen Autoren ermunterten ihn, einen neuen Verlag zu gründen.

### Schöffling & Co.
Im November 1993 wurde von Klaus und Ida Schöffling die Schöffling & Co. Verlagsbuchhandlung GmbH in das Handelsregister eingetragen, wobei sich hinter dem „Co.“ die Frankfurter Autorin Eva Demski verbirgt, die bis 2004 Mitgesellschafterin war.
Seit der Gründung des Verlages stehen Autoren der deutschsprachigen Gegenwartsliteratur im Zentrum des Programms. Hierzu gehören sowohl Gedichte und Romane von Mirko Bonné und Erzählungen von Franziska Gerstenberg als auch Silke Scheuermanns Lyrik und Prosa. Mit Burkhard Spinnen hat der Verlag einen Autor unter Vertrag, der Geschichten und Romane – sowohl für Kinder und Jugendliche als auch für Erwachsene –, sowie Essays und Feuilletons schreibt. Auch von Eva Demski, Klaus Modick und Jochen Schimmang erschienen dort zahlreiche Essays, Erzählungen und Romane. Juli Zeh und Markus Orths, deren literarische Debüts 2001 erschienen, haben bei Schöffling & Co. ihre ersten Erfolge gefeiert. Mit Guntram Vesper, der 2016 mit seinem Opus magnum Frohburg den Preis der Leipziger Buchmesse gewann, und Ror Wolf verstarben 2020 zwei der wichtigsten Autoren des Hauses.
2014 wurde Silke Tabbert Mitgeschäftsführerin und übernahm mit Klaus Schöffling die Verlagsleitung. Von 2018 bis 2019 war Patrick Hutsch als Verlagsleitung und designierter Nachfolger des Verlegers im Verlag tätig. Klaus Schöffling schied Ende 2021 aus der aktiven Verlagsleitung aus.
Zum 1. Januar 2022 übernahm Daniel Kampa, Gründer des Schweizer Kampa Verlags, den Verlag Schöffling & Co. Der Verlag werde seinen Sitz in Frankfurt behalten, hieß es, auch die Autoren-Verträge und alle Mitarbeiter werden im Verlag bleiben, dessen Ausrichtung auf deutschsprachige Gegenwartsliteratur erhalten bleibe. Verleger wurde Daniel Kampa, die Verlagsleitung hat Silke Tabbert inne. 2023 wurde Philipp Werner Verleger, der zuvor als Programmleiter im Reclam Verlag tätig war.

### Verlagsprogramm
Der Verlag vertritt neben der Ingeborg-Bachmann-Preisträgerin Inka Parei auch junge Autoren wie Ulrike Almut Sandig, Nadja Küchenmeister, Anna-Elisabeth Mayer und Sascha Reh. Heute zählen Mirko Bonné, Silke Scheuermann und Gert Loschütz zu den bekanntesten Autoren des Verlags. 
Darüber hinaus veröffentlicht Schöffling & Co. auch internationale Autoren, unter anderem die amerikanischen Schriftstellerinnen Jami Attenberg und Amy Waldman, den bosnisch-kroatischen Autor Miljenko Jergović, der kolumbianische Schriftsteller Juan Gabriel Vasquez, die Nordirin Eimear McBride und die serbischen Schriftsteller David Albahari und Bora Ćosić. Seit 2014 ist außerdem Joshua Cohen Autor des Verlags.
Neuausgaben von Romanen wurden u. a. von Ulrich Becher (Murmeljagd), Martin Kessel  (Herrn Brechers Fiasko) und Paul Kornfeld (Blanche oder das Atelier im Garten) herausgegeben. Mit der Wiederentdeckung des Werks von Gabriele Tergit feierte der Verlag in jüngerer Vergangenheit große Erfolge. Einen weiteren Schwerpunkt des Verlags bilden Memoiren und Erinnerungen im Bereich der Holocaustliteratur wie Ana Novac (Die schönen Tage meiner Jugend), Helene Holzman (Dies Kind soll leben), Seweryna Szmaglewska (Die Frauen von Birkenau) und die Erzählungen von Tadeusz Borowski (Bei uns in Auschwitz in einer Neuübersetzung). Ende 2018 gingen die Rechte an den Nachlassbänden von Peter Kurzeck an den Verlag.
Werkausgaben von Elizabeth Bowen, Helga M. Novak und Ror Wolf sind ein wichtiger Teil der Autorenpflege bei Schöffling & Co.
Daneben spielt auch die Lyrik seit Verlagsgründung eine wichtige Rolle im Verlagsprogramm. Neben zahlreichen Einzelveröffentlichungen u. a. von Mirko Bonné, Carolin Callies, Nadja Küchenmeister, Helga M. Novak, Ulrike Almut Sandig, Silke Scheuermann, Ron Winkler und Ror Wolf erscheint seit 2017 auch das Jahrbuch der Lyrik bei Schöffling & Co.
Bekannt geworden ist auch der seit 1996 erscheinende Literarische Katzenkalender, besonders seit einer Rezension von Elke Heidenreich in ihrer Fernsehsendung Lesen! im Jahr 2003. Der Kalender wurde während der Frankfurter Buchmesse 2020 mit dem Kalenderpreis des Deutschen Buchhandels ausgezeichnet.
Das „ambitionierte Gesamtkonzept“ wurde 2017 und erneut 2019 mit bedeutenden Verlagsauszeichnungen prämiert. Der Verlag wurde 2019 und 2020 mit dem Deutschen Verlagspreis ausgezeichnet.

## Auszeichnungen
- 2016: Binding-Kulturpreis[14]
- 2017: Kurt-Wolff-Preis[15]
- 2019: Hessischer Verlagspreis,[16] Deutscher Verlagspreis
- 2020: Deutscher Verlagspreis

## Schriften von Klaus Schöffling
- Die ersten Jahre des Insel Verlags, 1899–1902. Begleitband zur Faksimileausgabe der Zeitschrift Die Insel Insel, Frankfurt am Main 1981
- Dort wo man Bücher verbrennt.  Suhrkamp, Frankfurt am Main 1983
- Geschichten vom Buch: eine Sammlung. Insel, Frankfurt am Main 1985, ISBN 3-45832422-4.
- als (Hrsg.): Lesebuch der Jahrhundertwende: Prosa aus den Jahren 1889 bis 1908. Insel, Frankfurt am Main 1987
- zusammen mit Hans J. Schütz Almanach der Vergessenen, C. H. Beck, München, ISBN 978-3-406-30855-0.

## Schriften des Verlags
- Im Mittelpunkt die Autoren. Zehn Jahre Schöffling & Co. Chronik & Bibliographie 1994–2004. Schöffling, 2004, ISBN 978-3-89561-899-4.
- Im Mittelpunkt die Autoren. 25 Jahre Schöffling & Co. Chronik & Bibliographie 1994–2019. Schöffling, 2019, ISBN 978-3-89561-898-7.